# 马克斯·冯·席林斯
马克斯·冯·席林斯（德語：Max von Schillings，1868年4月19日—1933年7月24日），德国作曲家，指挥家。生于德国西部的一个小城市，早年在慕尼黑大学学习哲学，毕业后任哲学教师。但他一直痴迷于音乐，后来曾参加过拜罗伊特音乐节并担任助手，1908年到斯图加特担任指挥，1918年接替理查·施特劳斯担任柏林国家歌剧院的指挥。他的作品数量不多，呈晚期浪漫主义风格，最著名的是歌剧《蒙娜丽莎》，但该剧与达芬奇的同名画作并无直接联系，另有小提琴协奏曲等管弦乐作品。